# În acvariu
În acvariu este un film românesc din 2012 regizat de Tudor Cristian Jurgiu. Rolurile principale au fost interpretate de actorii Maria Mitu, Ionuț Vișan.

## Distribuție
Distribuția filmului este alcătuită din:
- Maria Mitu — Cristina
- Ionuț Vișan — George